# Fluviphylax simplex
 Fluviphylax simplex és una espècie de peix de la família dels pecílids i de l'ordre dels ciprinodontiformes.

## Morfologia
Els mascles poden assolir els 1,6 cm de longitud total.

## Distribució geogràfica
Es troba a Sud-amèrica: Brasil.